# 240

240(이백사십)은 239보다 크고 241보다 작은 자연수다.

## 수학
- 합성수로, 그 약수는 총 20개다. (1, 2, 3, 4, 5, 6, 8, 10, 12, 15, 16, 20, 24, 30, 40, 48, 60, 80, 120, 240)
  - 약수가 20개인 가장 작은 자연수다.
  - 240의 진약수의 합은 504이므로, 240은 과잉수다.
- 12번째 고도 합성수다. 앞의 고도 합성수는 180, 다음은 360이다.
- {\displaystyle 240=113+127}
  - 연속하는 두 소수(素數)의 합으로 나타낼 수 있으며, 이 성질을 지닌 앞의 수는 222, 다음 수는 258이다.
- {\displaystyle 240=53+59+61+67}
  - 연속하는 네 소수(素數)의 합으로 나타낼 수 있으며, 이 성질을 지닌 앞의 수는 220, 다음 수는 258이다.
- {\displaystyle 240=17+19+23+29+31+37+41+43}
  - 연속하는 소수(素數) 8개의 합으로 나타낼 수 있으며, 이 성질을 지닌 앞의 수는 210, 다음 수는 270이다.
- {\displaystyle 240=15\times 16}
  - 연속하는 두 자연수의 곱으로 나타낼 수 있으며, 이 성질을 지닌 앞의 수는 210, 다음 수는 272이다.
- {\displaystyle 240=2^{8}-2^{4}}
- {\displaystyle 31^{2}-1}은 240으로 나누어떨어진다.
- 정240각형은 작도할 수 있다.

## 과학·기술
- 우라늄-240(U-240): 우라늄 동위 원소의 한 종류.
- NGC 240: 물고기자리 방향에 있는 은하.
- 현대 그랜저 Q240, HG240: 현대자동차의 승용차.

## 교통

### 철도
- 서울 지하철 2호선 신촌역의 역번호.
- 부산 도시철도 2호선 증산역의 역번호.
- 대구 도시철도 2호선 신매역의 역번호.

### 도로
- 일본 240번 국도(일본어판): 홋카이도 구시로시에서 아바시리시까지 이어지는 일본의 국도.
- 현도 제240호선

## 군사
- U-240: 제2차 세계 대전에 사용된 나치 독일의 군용 잠수함.

## 문화유산
- 대한민국의 국보 제240호: 윤두서 자화상
- 대한민국의 보물 제240호: 백자 청화투각모란당초문 항아리
- 대한민국의 사적 제240호: 창원 성산 패총

## 방송
- 지니 TV의 YCN유림방송 채널 번호.
- B tv의 YTN 사이언스 채널 번호.
- B tv 케이블의 영국 공영 방송인 BBC Earth 채널 번호.

## 기타
- 연도: 240년, 기원전 240년
- 240년대
- 한국십진분류법에서 도교에 관한 책들이 분류되는 번호.